# 会昌县
会昌县是中华人民共和国江西省赣州市下辖的一个县级行政区。会昌地處江西省東南部，赣江东源上游地区，東鄰福建省，原為于都县屬地，北宋初期的982年自于都县析出成立，建制延續至今。縣人民政府駐文武坝镇東街11號。

## 历史沿革
在春秋战国期间，会昌为百越部落世居地，曾先后由楚国、吴国、越國统治，楚国征服越国后，会昌地成为楚国势力范围，直到秦灭六国为止:13-14。秦灭六国后，会昌隶属于九江郡，汉高祖六年（公元前201年），朝廷析九江郡立豫章郡雩都县，会昌从之:15-17，三国以后，会昌历属庐陵郡、南康郡，隋朝时期，因南康郡为虔州所替代，会昌地亦转由虔州管辖:45，朝廷亦在当地设有九州镇（今麻州镇湘江村），归雩都县管辖，为中原往来闽粤地区的门户城镇:45:26。
宋太平兴国七年（公元982年），出于方便行政的管理需要，宋廷析九州镇成立会昌县:41，其名称来自于当地民众在建县时凿井发现12块砖瓦，上写有会昌篆文，不过也有一说认为“会昌”得名于境内的会昌峡:26。宋绍定四年（1231年）至咸淳五年（1269年）间，会昌曾改制为军，旋即改回县制:45，元大德元年，升为会昌州，管辖会昌、瑞金两县。明洪武初年，仍改会昌县，隶属赣州府。清沿明制。民国初年属赣南道。1949年9月至1952年8月属宁都行政公署，此后一直属赣州地区行政公署（赣州市）。

## 行政区划
会昌县下辖6个镇、13个乡：
文武坝镇、筠门岭镇、西江镇、周田镇、麻州镇、庄口镇、清溪乡、右水乡、高排乡、晓龙乡、珠兰乡、洞头乡、中村乡、站塘乡、永隆乡、富城乡、小密乡、庄埠乡、白鹅乡和会昌县燕子窝工业园。

## 人口
根據第七次人口普查數據，截至2020年11月1日零時，會昌縣市常住人口為451513人。

## 交通
- 206国道、 236国道、 357国道、 济广高速过境。
- 赣龙铁路：会昌站

## 经济
会昌相对于附近县市经济比较落后，人均收入较低，交通落后，206国道扩建后落后状况有些改观。

## 风景名胜
- 汉仙岩：位于筠门岭镇，为丹霞地貌景观。

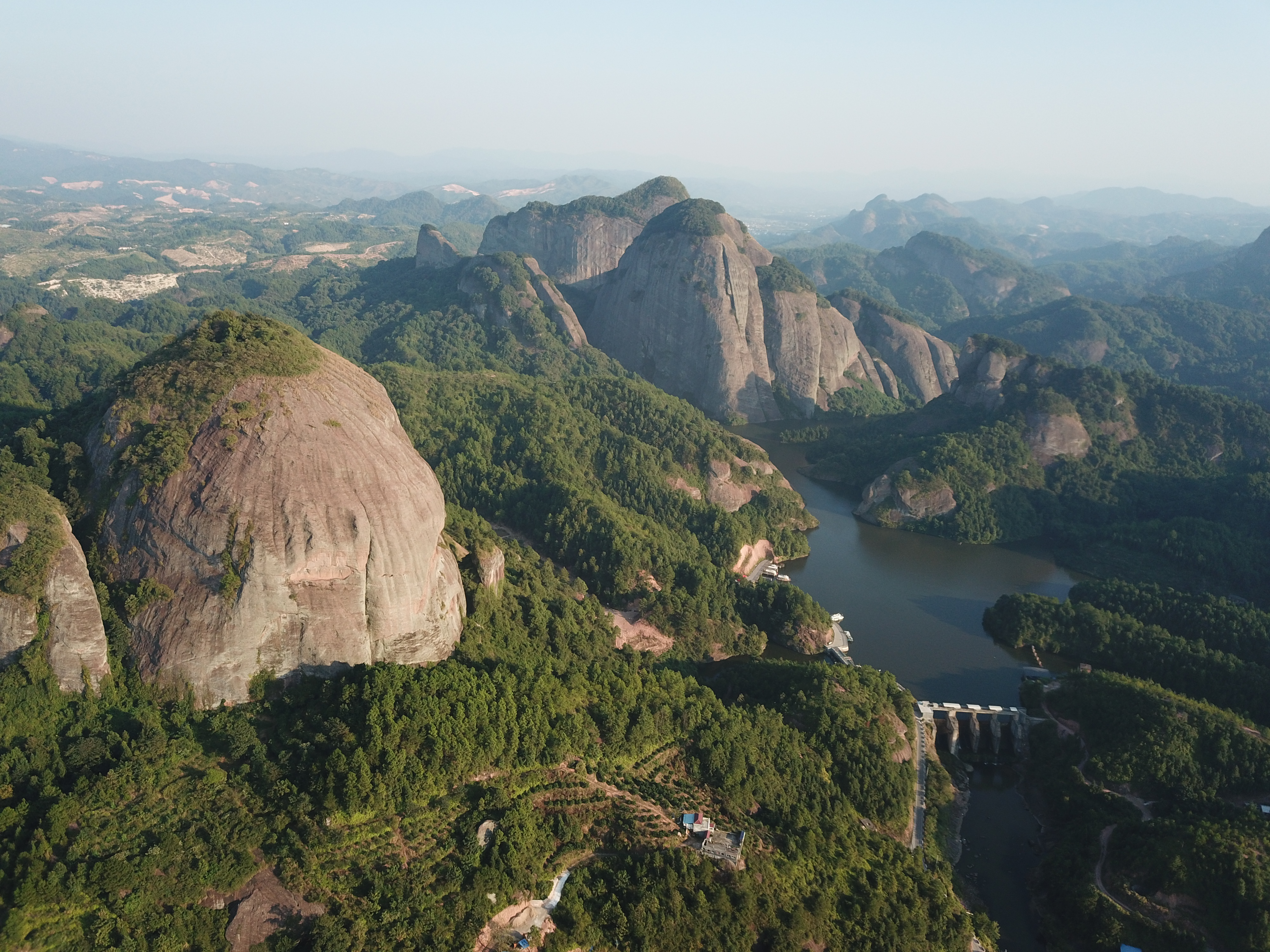
汉仙岩

- 羊角水堡：明代乡村军事城堡，为第七批全国重点文物保护单位。
- 会昌湘江国家湿地公园
- 会昌革命旧址：粤赣省委旧址、粤赣省苏维埃政府旧址、赣粤军区旧址、毛泽东旧居、会寻安中心县委旧址（邓小平旧居）
- 会昌城墙

## 特产
会昌米粉、会昌桔柚、会昌肉兔：中国地理标志产品。